# Herrarnas 110 kg i tyngdlyftning vid olympiska sommarspelen 1980
Herrarnas tyngdlyftning i 110-kilosklassen vid olympiska sommarspelen 1980 hölls den 29 juli 1980 i Izmailovo Sports Palace i Moskva.

## Tävlingsformat
Varje tyngdlyftare får tre försök i ryck och stöt. Deras bästa lyft i de båda kombineras till ett totalt resultat. Om någon tävlande misslyckas att få ett godkänt lyft, så blir de utslagna. Ifall två tyngdlyftare hamnar på samma resultat, är idrottaren med lägre kroppsvikt vinnare.

## Resultat
| Plats | Idrottare                     | Kroppsvikt | Ryck (kg) | Ryck (kg) | Ryck (kg) | Ryck (kg) | Stöt (kg) | Stöt (kg) | Stöt (kg) | Stöt (kg) | Totalt |
| Plats | Idrottare                     | Kroppsvikt | 1         | 2         | 3         | Resultat  | 1         | 2         | 3         | Resultat  | Totalt |
| ----- | ----------------------------- | ---------- | --------- | --------- | --------- | --------- | --------- | --------- | --------- | --------- | ------ |
| 1     | Leonid Taranenko (URS)        | 109,90     | 182,5     | 182,5     | 190       | 182,5     | 220       | 235       | 240       | 240       | 422,5  |
| 2     | Valentin Khristov (BUL)       | 109,55     | 177,5     | 182,5     | 185       | 185       | 220       | 235       | 235       | 220       | 405    |
| 3     | György Szalai (HUN)           | 108,10     | 167,5     | 167,5     | 172,5     | 172,5     | 212,5     | 217,5     | 225       | 217,5     | 390    |
| 4     | Leif Nilsson (SWE)            | 108,70     | 167,5     | 167,5     | 172,5     | 167,5     | 212,5     | 212,5     | 225       | 212,5     | 380    |
| 5     | Vinzenz Hörtnagl (AUT)        | 108,50     | 165       | 170       | 172,5     | 170       | 202,5     | 210       | 210       | 202,5     | 372,5  |
| 6     | Ştefan Taşnadi (ROU)          | 108,45     | 165       | 170       | 170       | 165       | 195       | 207,5     | 207,5     | 195       | 360    |
| 7     | Donald Mitchell (AUS)         | 109,10     | 157,5     | 162,5     | 167,5     | 162,5     | 185       | 190       | 190       | 190       | 352,5  |
| 8     | Dimitrios Zarzavatsidis (GRE) | 109,20     | 150       | 155       | 160       | 155       | 192,5     | 200       | 200       | 192,5     | 347,5  |
| 9     | Viktor Sirkiä (FIN)           | 109,50     | 150       | 155       | 155       | 150       | 192,5     | 192,5     | 192,5     | 192,5     | 342,5  |
| 10    | Andy Drzewiecki (GBR)         | 107,05     | 140       | 140       | 145       | 140       | 175       | 180       | 185       | 180       | 320    |
| 11    | Ali Abdul Kader Maneer (IRQ)  | 101,90     | 135       | 145       | 145       | 135       | 160       | 165       | -         | 165       | 300    |
| 12    | Mario Rodríguez (DOM)         | 106,05     | 117,5     | 125       | 135       | 125       | 155       | 162,5     | 170       | 162,5     | 287,5  |
| -     | Pavel Khek (TCH)              | 108,90     | 175       | 175       | 177,5     | -         | -         | -         | -         | -         | DNF    |

## Nya rekord
| Ryck   | 185,0 kg | Valentin Khristov (BUL) | OR |
| Stöt   | 240,0 kg | Leonid Taranenko (URS)  | WR |
| Totalt | 422,5 kg | Leonid Taranenko (URS)  | WR |